# Maxis
Maxis (dawniej Maxis Software) – amerykańskie studio produkujące gry komputerowych założone przez Willa Wrighta i Jeffa Brauna w 1987 roku specjalizujące się w tworzeniu gier symulacyjnych i strategicznych. W 1997 roku zostało kupione przez Electronic Arts. Studio jest twórcami między innymi serii SimCity oraz The Sims.

## Historia

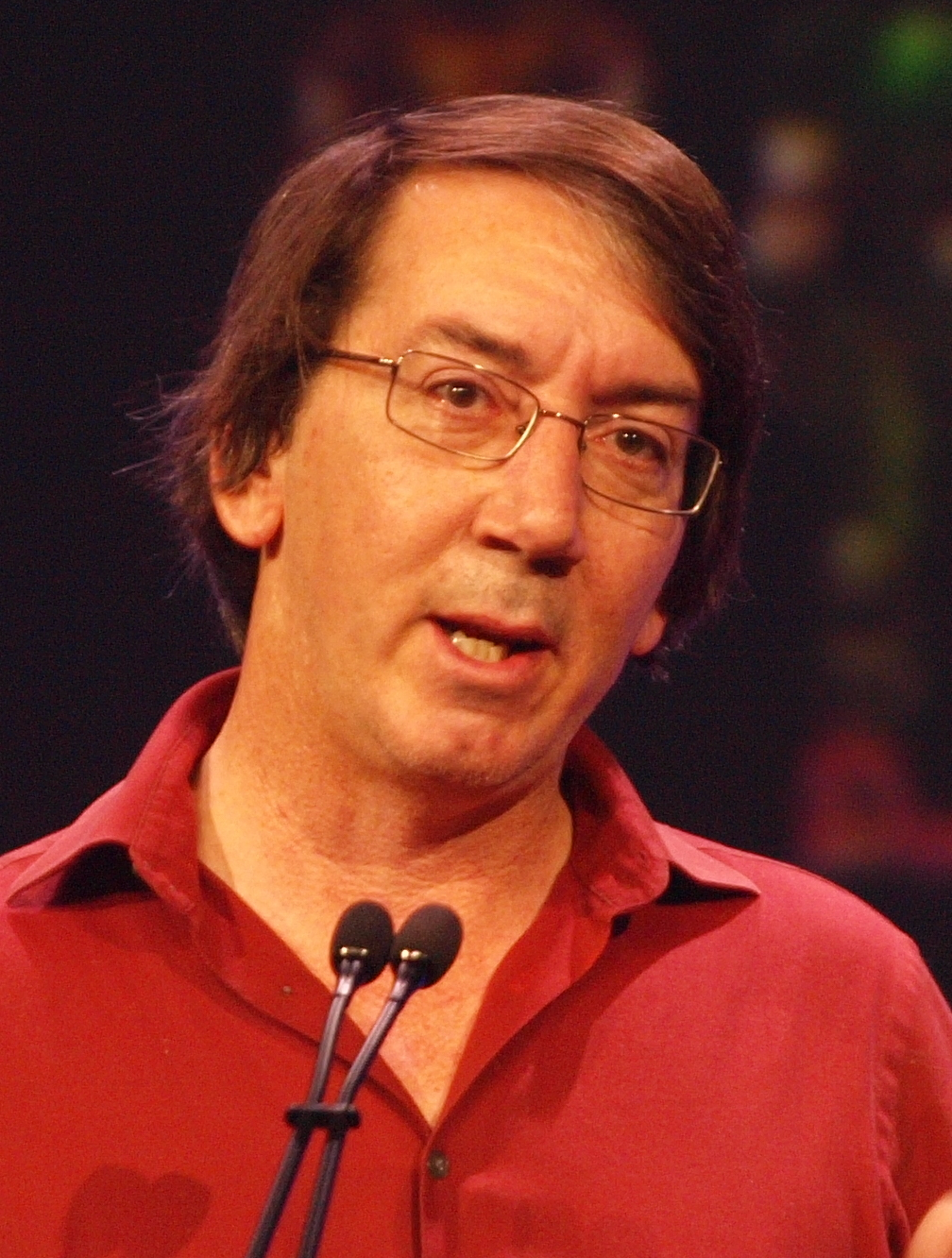
Will Wright – założyciel studia Maxis w 2010 roku

### Niezależne studio (1987–1997)
Maxis zostało założone w 1987 roku przez Willa Wrighta i Jeffa Brauna w celu wydania gry SimCity na komputery domowe. Wcześniej gra była dostępna jedynie w ograniczonym zakresie na platformie Commodore 64, ponieważ niewielu wydawców było ówcześnie zainteresowanych dystrybucją tytułu pozbawionego „tradycyjnych elementów rozgrywki”, takich jak jednoznaczne warunki zwycięstwa i porażki. SimCity stało się jednym z najbardziej popularnych i dochodowych tytułów w historii gier komputerowych. Seria ta stała się podstawą działalności Maxis, doczekując się wielu kontynuacji i spin-offów. Przy wyborze nazwy firmy Jeff Braun określił, że powinna składać się z 5–7 liter, być łatwa do zapamiętania, nie mieć konkretnego znaczenia i zawierać literę x, z lub q; nazwę „Maxis” zaproponował ojciec Brauna. Po sukcesie SimCity 2000 studio w 1994 roku przeniosło swoją siedzibę z Orinda w Kalifornii do Walnut Creek.

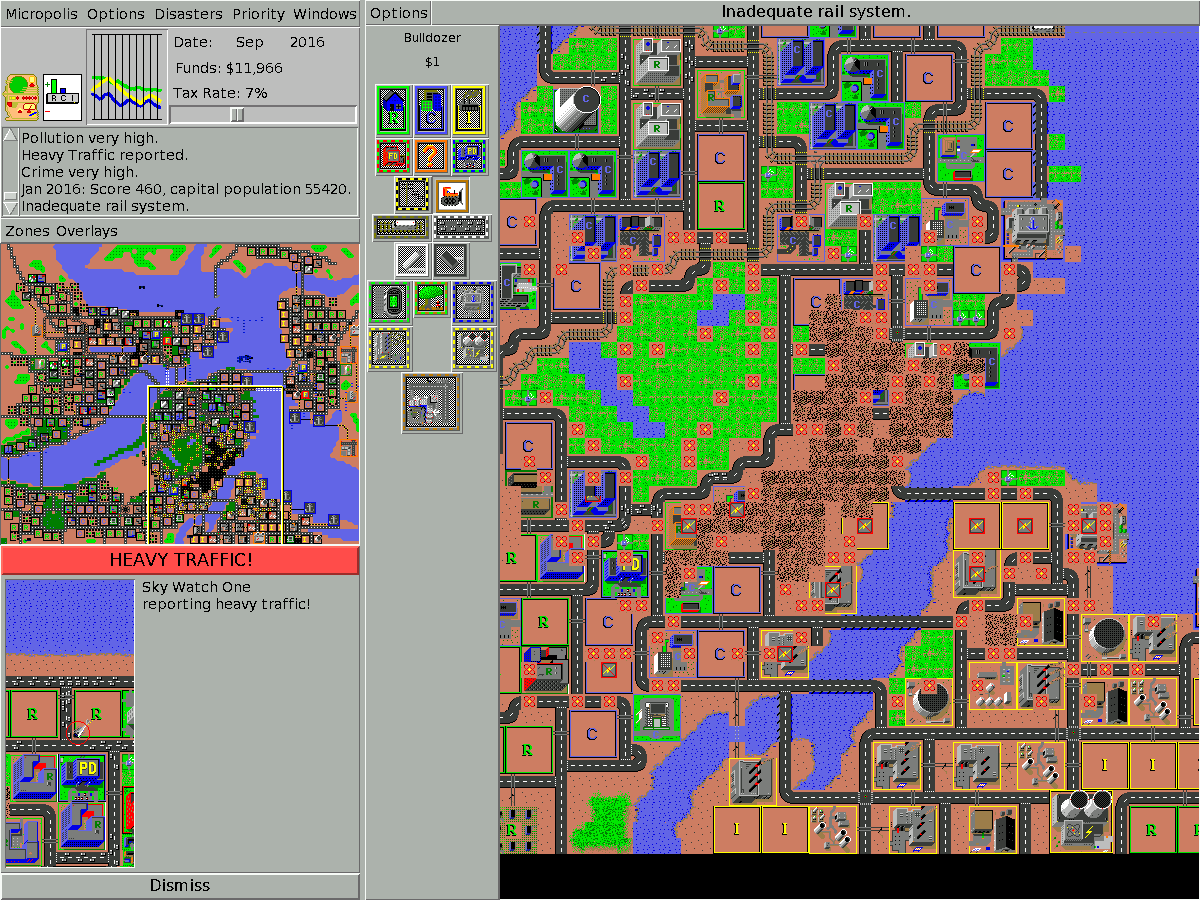
Zrzut ekranu z gry Micropolis, będącej portem oryginalnego SimCity z 1989 roku na system Unix

Jednym z niezamierzonych sukcesów SimCity było ukazanie możliwości grywalizacji złożonych, wzajemnie powiązanych, rzeczywistych systemów, co mogło zostać wykorzystane do celów planowania i rozwoju – na przykład w symulacjach miejskich opartych na mechanice gry, stosowanych w urbanistyce. Około 1992 roku do Maxis zaczęły zgłaszać się korporacje oraz agencje rządowe, które chciały, aby firma wykorzystała te same zasady symulacji, co w SimCity, do opracowania symulacji niezwiązanych z grami, które mogłyby być wykorzystywane do podobnych celów jak SimCity w urbanistyce. Aby sprostać temu zapotrzebowaniu, Maxis zakupiło niewielką firmę Delta Logic oraz jej właściciela Johna Hilesa, który wcześniej specjalizował się w tworzeniu bardziej bezpośrednich symulacji biznesowych, i przekształciło ją w Maxis Business Simulations (MBS), aby realizować tego typu projekty. Wśród opracowanych projektów znalazły się między innymi SimRefinery dla Chevron Corporation oraz SimHealth dla fundacji Markle. W 1994 roku Maxis zdecydowało się wydzielić tę jednostkę i pozwoliło jej działać samodzielnie; MBS przyjęło nazwę Thinking Tools Inc. i kontynuowało produkcję podobnych narzędzi symulacyjnych, jednak ostatecznie zakończyło działalność w 1998 roku. Większość informacji o MBS i Thinking Tools zaginęła. Po ogłoszeniu zamknięcia firmy, ostatni pracownicy spalili większość jej archiwów, a do dziś zachowały się jedynie nieliczne pozostałości po działalności MBS.

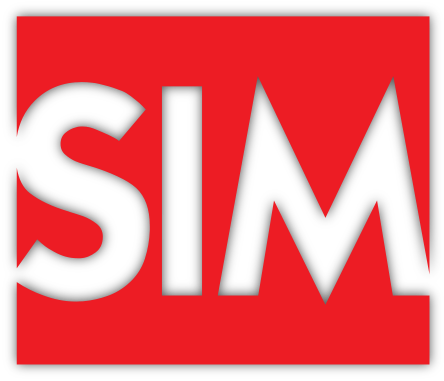
Logo gier „sim”

W okresie historii produkcji gier jakim były lata 90., który Kotaku później określił mianem "era of scattergun experimentation" (pol. ery rozproszonego eksperymentowania), Maxis wydało szereg tytułów, w tym gry typu "sim" oraz niektóre tytuły niezwiązane z symulacjami, takie jak RoboSport (1991) i 3D Pinball for Windows (1995), który został dołączony jako jedna z gier systemowych w kilku wersjach systemu Windows, jednak tytuły te nie odniosły sukcesu komercyjnego. 1 czerwca 1995 roku Maxis stało się spółką publiczną. Poważne straty finansowe oraz brak konkretnego kierunku rozwoju sprawiły, że firma zaczęła rozważać oferty przejęcia przez inną firmę.

Logo firmy używane w latach 1992–2012

### Przejęcie przez Electronic Arts (1997–2006)
W 1997 roku Maxis zgodziło się na przejęcie przez Electronic Arts za pośrednictwem wymiany akcji, co wyceniło wartość firmy na 125 milionów dolarów. W oficjalnym komunikacie prasowym Maxis poinformowało, że decyzja o przejęciu została podjęta w celu skorzystania z silnie rozwiniętej sieci dystrybucji Electronic Arts. Transakcja została sfinalizowana 28 lipca 1997 roku i zapoczątkowała istotne zmiany w strukturze firmy. Założyciel firmy, Jeff Braun opuścił Maxis, otrzymawszy znaczną sumę pieniędzy w ramach sprzedaży, a niemal połowa pracowników studia została zwolniona.
W 1998 roku Maxis otrzymało swobodę dokończenia prac nad SimCity 3000 bez narzuconych ram czasowych. Po jego ukończeniu wysiłki Willa Wrighta zostały skierowane na rozwój nowej gry, The Sims. Projekt w tamtym czasie był postrzegany jako duże ryzyko dla firmy, ponieważ gra w stylu domku dla lalek wydawała się niedopasowana do ówczesnego rynku gier komputerowych, jednak mimo to Electronic Arts wsparło projekt The Sims, dostrzegając w nim potencjał ekonomiczny związany z możliwością wydawania licznych dodatków. W 2000 roku zamknięto oddział Maxis South w Austin w Teksasie. The Sims ukazało się w lutym 2000 roku i odniosło ogromny sukces komercyjny, stając się protoplastą całej serii The Sims oraz jednym z głównych filarów działalności Maxis aż do reorganizacji w 2006 roku, która odsunęła rozwój serii od podstawowego zespołu studia. W 2003 roku zostało wydane SimCity 4 jako pierwsza odsłona serii z prawdziwie trójwymiarową grafiką, a także jako pierwsza, przy produkcji której Will Wright nie brał bezpośredniego udziału. W 2004 roku zamknięto długoletnie studio Maxis w Walnut Creek, a jego zespół został przeniesiony do biur Electronic Arts w Redwood City i Emeryville.

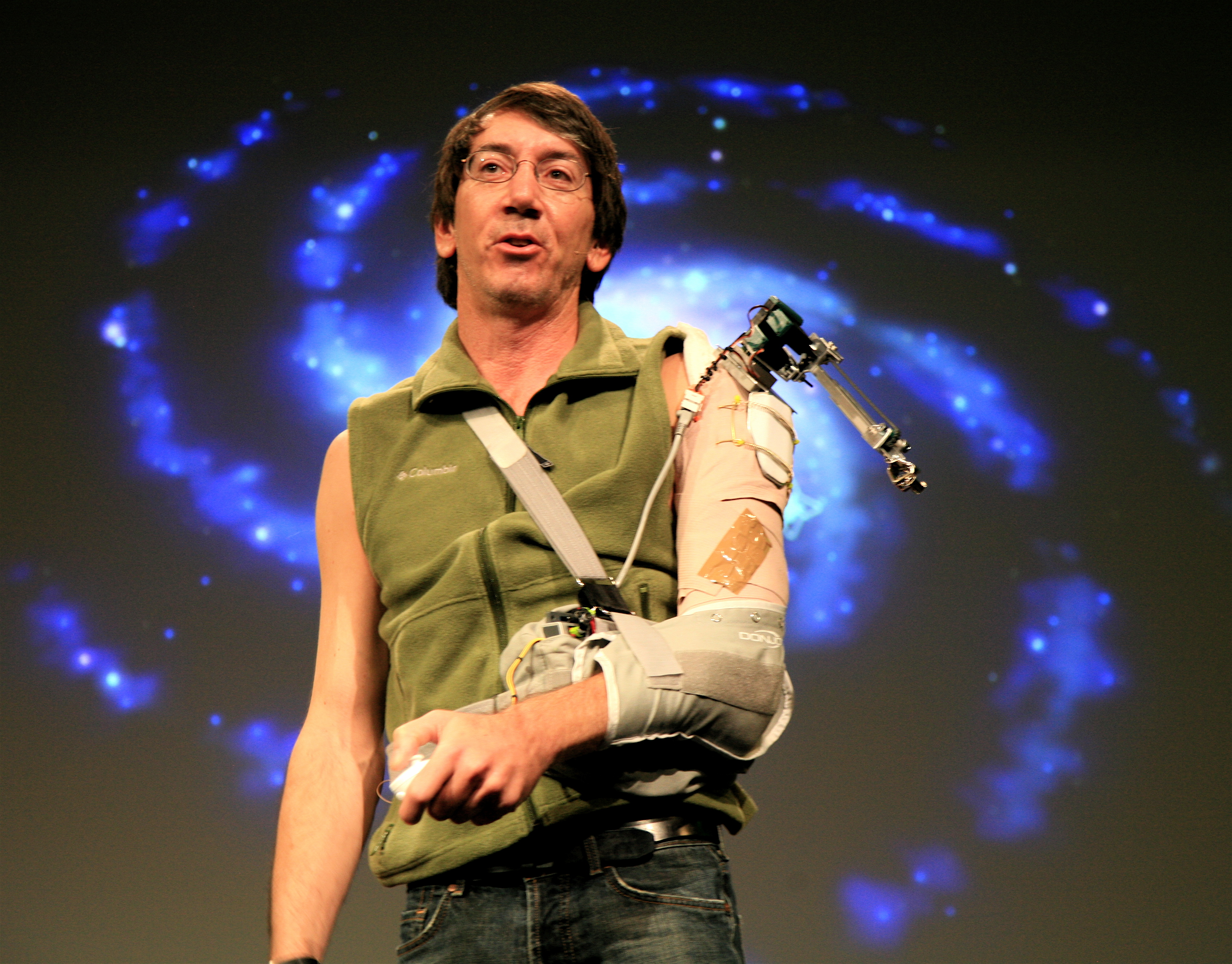
Will Wright podczas demonstracji gry Spore

### Spore i SimCity 5 (2006–2014)
Seria The Sims została przekazana w 2006 roku dla nowopowstałego studia The Sims Division (później znane jako The Sims Studio), a Will Wright razem z Maxis w tym czasie zajmowali się pracami nad kolejną grą – Spore. Trzyletni okres pomiędzy publicznym ogłoszeniem pracami nad grą a jej premierą był na tyle długi, że niektórzy zaczęli określać projekt mianem "vaporware". Po premierze w 2008 roku Spore spotkało się z ostrą krytyką oraz stało się celem protestu konsumenckiego przeciwko Electronic Arts. Pomimo negatywnego rozgłosu przy premierze, gra sprzedała się w nakładzie 1 miliona egzemplarzy w ciągu pierwszego miesiąca.

Logo Maxis w latach 2012–2022

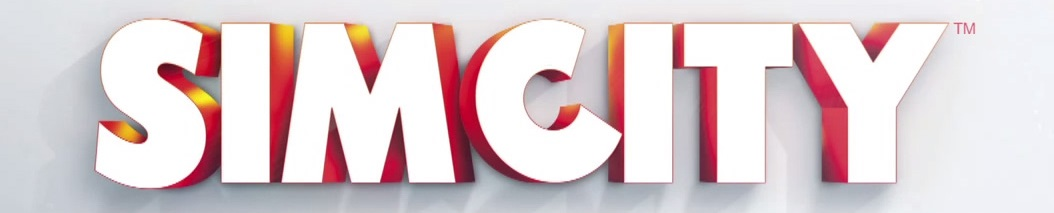
Logo SimCity z 2013 roku

Will Wright opuścił Maxis w 2009 roku i założył własne studio Stupid Fun Club, a studio Maxis kontynuowało produkcję słabo przyjętego spin-offa gry Spore – Darkspore w 2011 roku. W tym czasie strona Maxis.com była przekierowywana na stronę gry Spore, a później ponownie na stronę The Sims. Pod koniec 2011 roku pod skrzydła Maxis pośrednio trafiła ponownie seria The Sims, nad którą w dalszym ciągu pracowało studio The Sims Studio, jednak już jako firma podległa Maxis. Podczas konferencji Game Developers Conference w 2012 roku, Electronic Arts ogłosiło nową odsłonę SimCity oraz nowe logo marki Maxis. Maxis stało się jedną z czterech głównych marek w EA, zastępując dotychczasową markę EA Play. W 2012 roku EA otworzyło także studio Maxis skupiające się na grach mobilnych w Helsinkach w Finlandii. Maxis kontynuowało rozwój serii The Sims, i powróciło w 2013 roku wraz z premierą dodatku The Sims 3: Studenckie życie oraz nowej odsłony SimCity. Podczas gdy Maxis koncentrowało się na usprawnieniach graficznych w ramach rebootu SimCity, Electronic Arts dążyło do wprowadzenia w grze trybu wieloosobowego i stałego połączenia z internetem, częściowo w celu przeciwdziałania piractwu. Gra została określona jako mająca „jeden z najbardziej katastrofalnych premier w historii”, ponieważ ukazała się w wersji z wieloma błędami, a gracze zmagali się z poważnymi problemami z serwerami, podczas gdy otwarte regiony szybko zapełniały się porzuconymi miastami. Maxis kontynuowało wsparcie gry poprzez łatki, jednak nawet rok po premierze utrzymywały się liczne problemy techniczne. Reboot w praktyce zakończył historię serii SimCity i był ostatnią grą opracowaną przez główny zespół Maxis w Emeryville.

### Zamknięcia oddziałów i zwolnienia (2014–2019)
W następstwie premiery gry SimCity, studio Maxis przeszło serię zwolnień oraz zamknięć oddziałów, które trwały przez drugą połowę dziesięciolecia. Proces ten rozpoczął się od restrukturyzacji studia EA Salt Lake w 2014 roku, w wyniku której rozwiązano dział Maxis mający tam swoją siedzibę. Część deweloperów Maxis została przeniesiona do studia Redwood Shores. Główne studio Maxis w Emeryville zostało zamknięte w 2015 roku, pozostawiając jedynie mniejszy zespół w Redwood Shores oraz nowo otwarte studio deweloperskie zajmujące się grami mobilnymi w Helsinkach, działające pod nazwą Maxis.
We wrześniu 2015 roku firma EA ogłosiła, że skonsolidowany zespół Maxis będzie współpracował z działem EA Mobile pod kierownictwem Samanthy Ryan. Electronic Arts zaznaczyło, że „współpraca” ta nie wyklucza, iż większość przyszłych produktów Maxis nadal będzie dostępna na komputery osobiste. W 2016 roku grupa została zreorganizowana w ramach EA Worldwide Studios, a pozostała część oddziału w Salt Lake została zamknięta w 2017 roku. W 2018 roku studio Redwood Shores doświadczyło kolejnych zwolnień, które objęły od 15 do 20 pracowników Maxis.
Zamknięcie studia w Emeryville, będącego przez wiele lat główną siedzibą Maxis, zostało przez komentatorów określone jako koniec studia w dotychczasowym rozumieniu tej marki, przy czym zachowana została jedynie jej nazwa.

### Nowe studia pod marką Maxis (2019–obecnie)
W kolejnych latach Electronic Arts ogłosiło utworzenie dwóch nowych studiów działających pod nazwą Maxis – Maxis Texas w 2019 roku oraz Maxis Europe w 2021 roku. Ogłoszenia te pojawiły się wyłącznie w formie ofert pracy zamieszczonych na stronie kariery Electronic Arts. Zespół w Teksasie został utworzony w istniejącym biurze EA w Austin i miał pracować nad nowym tytułem z nowego uniwersum, natomiast studio Maxis Europe powstało specjalnie w celu wspierania rozwoju The Sims 4. W odróżnieniu od biura w Teksasie, Maxis Europe stanowi „rozproszony zespół deweloperski”, składający się z pracowników pracujących zdalnie.
Ten krok zbiegł się w czasie z pojawieniem się licznych ofert pracy w studiu Redwood Shores, dotyczących nowej odsłony serii The Sims, a także z sugestiami dyrektora generalnego EA, Andrew Wilsona, dotyczącymi iteracji franczyzy z naciskiem na rozgrywkę wieloosobową online. W 2021 roku EA zapowiedziało swoje zaangażowanie w długoterminowe wsparcie dla The Sims 4, powołując się na „zmianę w całym przemyśle gier, polegającą na wspieraniu i pielęgnowaniu społeczności w dłuższej perspektywie”.

## Główne tytuły

### Seria SimCity
SimCity, wydane w 1989 roku, było jedną z pierwszych gier opublikowanych przez Maxis. Gracz wciela się w rolę burmistrza, który wedle własnego uznania może rozwijać miasto od małej wioski aż po tętniącą życiem metropolię, wyznaczając strefy, dbając o usługi publiczne oraz stymulując rozwój gospodarczy. Seria obejmuje sześć głównych tytułów (SimCity, SimCity 2000, SimCity 3000, SimCity 4, SimCity Społeczności i SimCity) oraz trzy spin-offy: Sim City: The Card Game, SimCopter i Streets of SimCity. SimCity Societies, piąta główna odsłona serii, nie została wyprodukowana przez Maxis, lecz przez studio Tilted Mill Entertainment. Określano ją jako „symulator inżynierii społecznej” i krytykowano za odejście od tradycyjnej formuły gier SimCity. W 2013 roku studio Maxis Emeryville wydało reboot zatytułowany po prostu SimCity, który spotkał się z mieszanymi recenzjami ze względu na problemy techniczne związane z obowiązkowym połączeniem z Internetem w momencie premiery. Studio TrackTwenty (dawniej Maxis Helsinki) opracowało w 2014 roku mobilną grę SimCity: BuildIt.

### Seria The Sims
Najbardziej dochodową serią Maxis i jedną z najlepiej sprzedających się gier komputerowych w historii jest The Sims (2000). Maxis opracowało do niej siedem dodatków oraz stworzyło spin-off z trybem wieloosobowym online zatytułowany The Sims Online. W 2004 roku Maxis wydało The Sims 2, kontynuację serii, która w przeciwieństwie do oryginału oparta była w pełni na trójwymiarowej grafice. W latach 2006–2013 wszystkie gry i dodatki z serii The Sims były rozwijane przez zespół The Sims Studio, a logo Maxis nie pojawiało się na okładkach gier z tej serii aż do 2013 roku, kiedy to wydano dodatek The Sims 3: Studenckie życie. 6 maja 2013 roku ogłoszono, że Maxis zajmie się produkcją The Sims 4, które zostało wydane we wrześniu 2014 roku.

### Spore
Spore zostało wydane we wrześniu 2008 roku. Gracze w grze tworzą gatunki, zaczynając od poziomu pojedynczej komórki, a następnie rozwijają je w istoty rozumne. Celem jest osiągnięcie poziomu inteligencji pozwalającego na stworzenie statków kosmicznych. Jest to jedna z nielicznych gier Maxis, która posiada wyznaczone cele fabularne, ponieważ gracz musi przejść przez pięć różnych faz, aby osiągnąć technologię podróży kosmicznych. Gra otrzymała ocenę na poziomie 84% na Metacritic, co wskazuje na ogólnie pozytywne recenzje od krytyków. Firma Electronic Arts potwierdziła produkcję dodatków w związku z finansowym sukcesem Spore, a w 2009 roku wydano Spore: Kosmiczne przygody, a także kilka spin-offów, takich jak Darkspore.

## Wydane tytuły
| Tytuł                                           | Data wydania         | Gatunek                                   | Opis | Seria                       | Produkcja                                                            |
| ----------------------------------------------- | -------------------- | ----------------------------------------- | --- | --------------------------- | -------------------------------------------------------------------- |
| Skychase                                        | 1988                 | symulator lotu bojowego                   | W grze sterujemy samolotem bojowym. Naszym zadaniem jest pokonywanie przeciwników. |                             | Maxis                                                                |
| SimCity Classic                                 | 9 czerwca 1989       | symulator budowy miasta, strategia        | W grze wcielamy się w burmistrza, którego zadaniem jest zwykła rozbudowa miasta i zarządzanie nim lub osiąganiecie celów w wybranym scenariuszu rozgrywki. | SimCity                     | Maxis                                                                |
| SimEarth: The Living Planet                     | 16 października 1990 | symulator planety                         | W grze mamy własną planetę. Możemy zmieniać jej czynniki warunkujące życie jak atmosfera czy temperatura. Możemy też rozmieszczać nowe lądy i dodawać nowe formy życia. |                             | Maxis                                                                |
| Mysterium                                       | luty 1991            | RPG                                       | Pierwszoosobowa gra typu dungeon crawl. |                             | Maxis                                                                |
| RoboSport                                       | 1991                 | Taktyka turowa                            | W grze sterujemy grupą robotów na planszy. Naszym celem jest pokonanie przeciwnika. |                             | Maxis                                                                |
| SimAnt                                          | 26 lutego 1991       | symulator kolonii mrówek                  | W grze wcielamy się w jedną z mrówek w kolonii. Możemy budować podziemne tunele, zbierać pożywienie, wychowywać larwy, organizować najazdy na wrogą kolonię czerwonych mrówek oraz ustalać podział prac w kolonii. Czeka na nas wiele zagrożeń – poczynając od naturalnych jak mrówkolew, pająk czy czerwone mrówki – po ludzkie jak kosiarka, środki owadobójcze czy groźba rozdeptania. |                             | Maxis                                                                |
| A-Train                                         | 1992                 | symulator                                 | Gra umożliwia graczom zarządzanie firmą kolejową. |                             | Artdink, Maxis                                                       |
| Rome: Pathway to Power                          | 1993                 | strategia, gra przygodowa                 | Akcja gry rozgrywa się w starożytnym Rzymie. W grze wcielamy się w biednnego niewolnika. Naszym zadaniem jest uzyskanie tytułu Cesarza. |                             | Firstlight                                                           |
| Unnatural Selection                             | 1993                 | Sci-Fi                                    | W grze gracz hoduje zmutowane zwierzęta, aby walczyć w bitwach. Gra składa się z dwóch faz, pierwsza to faza hodowli, w której gracz używa różnych przedmiotów i metod aby hodować zwierzęta. Druga faza to faza bitwy, w której zwierzęta walczą z innymi, stworzonymi przez szalonego naukowca. |                             | Maxis                                                                |
| El-Fish                                         | marzec 1993          | symulator życia                           | Gra pozwala graczom zanurzyć się w podwodnym świecie. Główne zadanie polega na łowieniu ryb i tworzeniu unikalnych hodowli składających się z selektywnie wybranych mutacji ryb. |                             | AnimaTek                                                             |
| SimFarm                                         | 13 czerwca 1993      | symulator farmy                           | W grze zarządzamy wirtualnym gospodarstwem rolnym. Gra daje możliwość zasiewów, sprzedawania plonów oraz tworzenia i utrzymania trzody chlewnej. W grze występuje również pogoda, która determinuje wiele czynników rządzących grą. |                             | Maxis, MindSpace                                                     |
| SimLife                                         | 3 sierpnia 1993      | symulator życia                           | W grze mamy cel stworzenia samowystarczalnego ekosystemu i badanie wzajemnego oddziaływania różnych form życia i środowiska |                             | Maxis                                                                |
| SimCity 2000                                    | 22 października 1993 | symulator budowy miasta, strategia        | Sequel SimCity. W grze, tak jak w jej poprzedniczce, wcielamy się w burmistrza, którego zadaniaem jest budowa miasta oraz zarządzanie nim lub rozegranie scenariusza. W grze można znaleźć wiele nowości takich jak katastrofy naturalne, nowe mechanizmy czy opcje ekonomiczne. | SimCity                     | Maxis                                                                |
| SimHealth                                       | 25 marca 1994        | strategia ekonomiczna                     | W grze naszym celem jest stworzenie sprawnego i zrównoważonego systemu opieki medycznej. Dokonujemy tego poprzez odpowiedni dobór i dostosowywanie różnych planów opieki dla różnych rodzin, pochodzących z rozmaitych warstw społecznych i ekonomicznych USA. |                             | Thinking Tools                                                       |
| SimTower: The Vertical Empire                   | 20 listopada 1994    | strategia                                 | W grze budujemy własny drapacz chmur. |                             | OPeNBooK                                                             |
| Marty and the Trouble with Cheese               | 1995                 | gra przygodowa                            | W grze kontrolujemy myszkę Martiego i mamy za zadanie dostarczyć ser swojej rodzinie. Aby wydawać polecenia używa się mikrofonu. |                             | Elliott Portwood Productions                                         |
| Widget Workshop: The Mad Scientist's Laboratory | 1995                 | symulator                                 | W grze mamy za zadanie rozwiązywać różnorodne łamigłówki. |                             | Elliott Portwood Productions                                         |
| Tony La Russa Baseball 3                        | 1995                 | symulator, gra sportowa                   | Gra jest symulacją baseballu. |                             | Stormfront Studios                                                   |
| SimGolf                                         | 30 września 1995     | symulator                                 | Gra jest symulacją golfa. |                             | Maxis                                                                |
| SimIsle: Missions in the Rainforest             | 30 września 1995     | symulator kolonizacji wyspy, strategia    | W grze przejmujemy kontrolę nad wyspą, na której musimy zbudować własną osadę. Możemy również rozegrać gotowy scenariusz. |                             | Intelligent Games                                                    |
| Full Tilt! Pinball                              | 1 grudnia 1995       | symulator                                 | Gra jest symulacją pinballu. |                             | Cinematronics                                                        |
| Full Tilt! 2 Pinball                            | 1996                 | symulator                                 | Sequell Full Tilt! 2 Pinball. Gra jest symulacją pinballu. |                             | Cinematronics                                                        |
| SimTown                                         | 16 maja 1996         | symulator budowy miasta, strategia        | Celem gry jest stworzenie małego miasteczka i zadbanie o odpowiedni poziom szczęścia jego mieszkańców. Gra jest odpowiednikiem SimCity dla młodszych graczy. |                             | Maxis                                                                |
| The Crystal Skull                               | 9 października 1996  | gra przygodowa                            | W grze prowadzimy Quetzala przez imperium Azteków w celu znalezienia kryształowej czaszki i uratowania jego imperium. |                             | Some Interactive                                                     |
| SimCopter                                       | 31 października 1996 | symulator helikotpera                     | W grze wcielamy się w pilota śmigłowca. Możemy swobodne zwiedzać miasta zaimportowane z gry SimCity 2000, bądź też rozegrać tryb kariery, polegający na wykonywaniu szeregu misji ratunkowych. |                             | Maxis                                                                |
| SimPark                                         | 31 października 1996 | symulator                                 | W grze naszym zadaniem jest stworzenie i pielęgnacja parku, położonego gdzieś w kontynentalnej części USA. |                             | Maxis                                                                |
| SimTunes                                        | 6 kwietnia 1996      | symulator                                 | Rozgrywka w SimTunes polega na malowaniu prostych obrazów przy użyciu kolorowych kropek, z których każda symbolizuje nutę. Następnie na tak stworzonym obrazie umieszczamy dostępne w czterech kolorach robaczki symbolizujące instrumenty i tekstury wokalne. Poruszając się w rozmaitych kierunkach, stworzenia te odgrywają odpowiadające im kolorystycznie nuty tworząc wyjątkowe, interaktywne doznanie muzyczne. |                             | Maxis                                                                |
| Fathom: The Game of Tiles                       | 1997                 | strategia                                 | W grze układamy puzzle w celu odparciu ataków wroga. |                             | Maxis                                                                |
| Kick Off 97                                     | 1997                 | symulator, gra sportowa                   | W grze sterujemy drużyną piłki nożnej. |                             | Anco Software Ltd.                                                   |
| Marble Drop                                     | 1997                 | strategia                                 | Gra polega na rozkładaniu kolorowych kulek na odpowiednie szyny, tak aby po ominięciu wszelkich zapadni, wind czy spirali dotarły one do wyznaczonych dla nich celów. |                             | Maxis                                                                |
| Tony La Russa Baseball 4                        | 11 czerwca 1997      | symulator, gra sportowa                   | Gra jest symulacją baseballu i sequelem Tony La Russa Baseball 3. |                             | Stormfront Studios                                                   |
| Streets of SimCity                              | 31 października 1997 | gra wyścigowa, strzelanka                 | W grze możemy zwiedzać wirtualne miasta, tworzone w grach z cyklu SimCity. Zasiadamy za kierownicą samochodu i poruszamy się swobodnie po metropolii lub też możemy uruchomić tryb kariery i wykonywać humorystyczne misje. |                             | Maxis                                                                |
| SimSafari                                       | 1 marca 1998         | strategia                                 | Gra przenosi nas do serca Afryki, gdzie przejmujemy pieczę nad kompleksem turystycznym, złożonym z parku przyrody, obozu i tubylczej wioski. |                             | Maxis                                                                |
| SimCity 3000                                    | 27 stycznia 1999     | symulator budowy miasta, strategia        | Sequel SimCity 2000. W grze, tak jak w jej poprzedniczce, wcielamy się w burmistrza, którego zadaniaem jest budowa miasta lub rozegranie scenariusza. W grze można znaleźć wiele nowości takich narzędzie do kształtowania terenu, pojazdy czy widoczność mieszkańców miasta. | SimCity                     | Maxis                                                                |
| The Sims                                        | 2 lutego 2000        | symulator życia                           | Gra pozwala na stworzenie oraz kontrolowanie wirtualnych ludzi, zwanych simami, oraz na zarządzanie ich życiem codziennym. Gracze wybierają swoje własne cele gry i możliwość dostosowania wyglądu, osobowości, umiejętności, relacji i środowiska swojego Sima. | The Sims                    | Maxis                                                                |
| The Sims Online                                 | 17 grudnia 2002      | symulator życia, MMO                      | Gra oparta na The Sims lecz online. Na początku dostajemy mały kawałek ziemi na własność, musimy odpowiednio go zagospodarować, budując swój dom lub otwierając interes, jak kawiarnia, muzeum, klub, siłownia, czy wiele innych rzeczy. Po zagospodarowaniu swego miejsca możemy poznać sąsiadów, oraz rozmawiać z innymi graczami. Można połączyć siły z przyjaciółmi budując dom wielorodzinny, zakładając spółkę w interesach, czy nawet wprowadzić nowy kult religijny. | The Sims                    | Maxis                                                                |
| SimCity 4                                       | 9 stycznia 2003      | symulator budowy miasta, strategia        | Sequel SimCity 3000. W grze, tak jak w jej poprzedniczce, wcielamy się w burmistrza, którego zadaniaem jest budowa miasta lub rozegranie scenariusza. W grze można znaleźć wiele nowości takich widok regionu czy "tryb boski". | SimCity                     | Maxis                                                                |
| The Sims Bustin' Out                            | 2 grudnia 2003       | symulator życia, gra przygodowa           | Gra łączy elementy przygodówki i symulatora życia. W grze sterujemy własnymi postaciami oraz ich życiem. W grze mamy do przejścia fabułę. | The Sims                    | Maxis, Griptonite Games, Ideaworks3D                                 |
| The Sims 2                                      | 17 września 2004     | symulator życia                           | Sequel The Sims. W grze, tak jak w jej poprzedniczce, tworzymy wirtualnych ludzi zwanych simami i kontrolujemy ich życie. W grze jest wiele nowości takich jak pełne 3D, możliwość tworzenia otoczeń czy genetyka. | The Sims                    | Maxis, The Sims Studio (niektóre dodatki i akcesoria)                |
| The Urbz: Simowie w Mieście                     | 7 listopada 2004     | symulator życia                           | Gra jest „miejską” odmiana Simsów. Zamiast przytulnych domków jednorodzinnych i spokojnej egzystencji na peryferiach, gracze kierują tutaj swoimi podopiecznymi, którzy prowadzą wirtualne życie w olbrzymim mieście. W grze mamy za cel zbieranie reputacji i dostanie się do najwyższej sfery społecznej miasta. | The Sims                    | Maxis                                                                |
| The Sims: Historie z życia wzięte               | 6 lutego 2007        | symulator życia                           | Pierwsza z pobocznej serii gier The Sims – The Sims Historie. W grze sterujemy życiem komputerowych postaci, lecz głównym zadaniem gracza w przeciwieństwie do klasycznych tytułów serii jest przejście trybów fabularnych. Gra wzorowana jest na The Sims 2. | The Sims, The Sims Historie | Maxis                                                                |
| The Sims: Historie ze świata zwierząt           | 19 czerwca 2007      | symulator życia                           | Druga z pobocznej serii gier The Sims – The Sims Historie. W grze, tak jak w jej poprzedniej części sterujemy życiem komputerowych postaci. Naszym głównym zadaniem w przeciwieństwie do klasycznych tytułów serii jest przejście trybów fabularnych. Gra wzorowana jest na The Sims 2. | The Sims, The Sims Historie | Maxis                                                                |
| MySims                                          | 18 września 2007     | symulator życia, gra symulacyjno-logiczna | W grze mamy możliwość stworzenia własnego Sima. Naszym celem jest rozbudowa podupadłego miasteczka. Gra wzorowana jest na japońskich produkcjach z serii Animal Crossing i Harvest Moon. Całe otoczenie jest bardzo kolorowe, bajkowe i mniej realistyczne od innych tytułów The Sims. Gra jest pierwszą z pobocznej serii MySims. | The Sims, MySims            | Maxis                                                                |
| The Sims 2: Bezludna Wyspa                      | 22 października 2007 | symulator życia                           | Klasycznie jak w innych grach The Sims w grze tworzymy swojego sima. W wyniku rozbicia się statku, na którym podróżował znajdzie się on na wspomnianej już bezludnej wyspie, na której będzie musiał przeżyć. Gra nie jest klasycznym symulatorem życia. Gra niektóre mechanizmy upraszcza, a niektóre rozbudowuje, tak np. budynki ręcznie stawia nasza postać. Gra stworzona jest na konsole. | The Sims                    | Maxis                                                                |
| The Sims: Historie z bezludnej wyspy            | 29 stycznia 2008     | symulator życia                           | Trzecia z pobocznej serii gier The Sims The Sims Historie. W grze tak jak w jej poprzedniczkach rozgrywamy tryb fabularny, lecz tym razem realia gry osadzone są na tropikalnej wyspie. | The Sims, The Sims Historie | Maxis                                                                |
| Spore: Fabryka Stworów                          | 27 czerwca 2008      | tworzenie postaci                         | Tryb tworzenia stworów z gry Spore. Gra była swego rodzaju reklamą oraz demo. | Spore                       | Maxis                                                                |
| Spore                                           | 3 września 2008      | symulator życia                           | W grze tworzymy własny gatunek. Mamy 5 faz rozwoju. Zaczynamy od fazy komórki, gdzie sterujemy jednokomórkowym organizmem w oceanie. Naszym zadaniem jest zbieranie pożywienia. Następnym etapem jest faza stwora, w której sterujemy już lądowym zwierzęciem a naszym zadaniem jest pokonywanie lub zaprzyjaźnianie się z innymi gatunkami zwierząt. Następną fazą jest faza plemienia, w której nasz gatunek staje się istotą rozumną a naszym zadaniem jest sterowanie plemieniem, oraz podbój lub zaprzyjaźnianie się z innymi kulturami. W późniejszym etapie mamy fazę cywilizacji, gdzie sterujemy krajem, rozwijamy nasze miasta, tworzymy pojazdy oraz podbijamy, wykupujemy lub zrzeszamy inne miasta. Ostatnią fazą jest faza kosmosu, gdzie sterujemy statkiem kosmicznym, mamy wiele misji do wykonania a naszym zadaniem jest kolonizacja innych planet oraz nawiązywanie relacji z innymi cywilizacjami. | Spore                       | Maxis                                                                |
| Spore Creatures                                 | 8 września 2008      | symulator życia                           | Gra jest spin-offem Spore wydanym na urządzenia mobilne oraz konsolę Nintendo DS. | Spore                       | Maxis, Griptonite                                                    |
| MySims Kingdom                                  | 28 października 2008 | symulator życia, gra symulacyjno-logiczna | W grze tak jak w jej poprzedniczce MySims, tworzymy własną postać w cukierkowym i bajkowym świecie. W grze mamy za zadnie uratowanie podupadającego królestwa. | The Sims, MySims            | Maxis                                                                |
| MySims Party                                    | 10 marzec 2009       | gra casualowa                             | Gra osadzona jest w cukierkowych realiach MySims. Naszym zadaniem jest przechodzenie wielu minigier na festiwalach w celu przyciągnięcia nowych mieszkańców do podupadającego miasteczka. | The Sims, MySims            | Maxis                                                                |
| The Sims 3                                      | 2 czerwca 2009       | symulator życia                           | Sequel The Sims 2. W grze, tak jak w jej poprzedniczkach, tworzymy wirtualnych ludzi zwanych simami i kontrolujemy ich życie. W grze jest wiele nowości takich jak w pełni otwarty świat, edytor stylu czy cechy charakteru. | The Sims                    | The Sims Studio, Maxis (od 2011)                                     |
| MySims Racing                                   | 8 czerwca 2009       | gra wyścigowa                             | Gra osadzona jest w cukierkowych realiach MySims. Naszym zadaniem jest wygrywanie wyścigów samochodowych. | The Sims, MySims            | Maxis                                                                |
| MySims Agents                                   | 25 września 2009     | symulator życia, gra symulacyjno-logiczna | W grze tak jak w innych grach MySims, tworzymy własną postać w cukierkowym i bajkowym świecie. W grze mamy zadanie wcielenia się w tajnych agentów i rozwiązywanie wielu tajemnic. | The Sims, MySims            | Maxis                                                                |
| MySims SkyHeroes                                | 28 września 2010     | symulator lotnictwa                       | W grze wcielamy się w rolę pilota ruchu oporu, który musi stawić czoła Morcubusowi, władcy przestępczego świata i jego poddanym. | The Sims, MySims            | Maxis                                                                |
| The Sims: Średniowiecze                         | 22 marca 2011        | symulator życia                           | Spin-offowa gra serii The Sims stworzona na podstawie The Sims 3. W grze sterujemy własnymi postaciami i mamy za zadnie rozegrać fabularne scenariusze. Gra osadzona jest w realiach średniowiecza. | The Sims                    | Maxis                                                                |
| Darkspore                                       | 28 kwietnia 2011     | gra akcji, RPG                            | W grze możemy stworzyć drużynę złożoną z potężnych kosmitów. Naszym zadaniem jest misja ocalenia wszechświata przed pradawnym złem. |                             | Maxis                                                                |
| SimCity                                         | 5 marca 2013         | symulator budowy miasta, strategia        | Sequel SimCity 4. W grze, tak jak w jej poprzednich częściach, wcielamy się w burmistrza, którego zadaniaem jest budowa miasta. W grze mamy szereg nowości. Należą do nich np. nowe mechaniki symulacji, multiplayer, czy pełne 3D. | SimCity                     | Maxis                                                                |
| The Sims 4                                      | 2 września 2014      | symulator życia                           | Sequel The Sims 3. W grze, tak jak w jej poprzedniczkach, tworzymy wirtualnych ludzi zwanych simami i kontrolujemy ich życie. W grze mamy mnóstwo nowości takich jak nowy sposób tworzenia postaci, nowy system budowy, galeria prac czy system emocji. | The Sims                    | Maxis                                                                |
| The Sims Mobile                                 | 7 marca 2017         | symulator życia                           | Gra jest swego rodzaju mobilną wersją The Sims 4. | The Sims                    | Maxis (do2019), Firemonkeys Studios (2019-2020), Slingshot (od 2020) |

## Zapowiedziane tytuły
| Tytuł                 | Data wydania                                      | Opis | Seria    | Produkcja |
| --------------------- | ------------------------------------------------- | --- | -------- | --------- |
| The Sims Project Rene | planowana data wydania nie została jeszcze podana | Gra będzie kolejną częścią The Sims oraz sequelem The Sims 4. Dotychczas z udostępnionych informacji wiadomo, że gra znacznie rozbudowuje tryb budowania poprzez większą swobodę stawiania obiektów, możliwość edycji detali mebli oraz przywrócenie palety kolorów znanej z trzeciej części serii. Podstawowa wersja gry ma być darmowa a w grze ma być dostępny tryb multiplayer. | The Sims | Maxis     |